# Gizeux
Gizeux település Franciaországban, Indre-et-Loire megyében. Lakosainak száma 377 fő (2022. január 1.). Gizeux Courléon, Bourgueil, Continvoir, Rillé és Noyant-Villages községekkel határos.

## Népesség
A település népességének változása:
| Lakosok száma | 606  | 536  | 510  | 445  | 408  | 409  | 390  | 378  | 376  | 377  |
|               | 1968 | 1982 | 1990 | 2006 | 2013 | 2015 | 2017 | 2019 | 2020 | 2022 |